# Virola calophylla
Virola calophylla là một loài thực vật có hoa trong họ Myristicaceae. Loài này được (Spruce) Warb. miêu tả khoa học đầu tiên năm 1897.